# ترک‌ست
ترک‌ست مجموعه ماهواره‌ای متعلق به کشور ترکیه می‌باشد که حدوداً ۴۰۰شبکه در آن حضور دارند و بسیاری از شبکه‌ها ملی ترکیه در این ماهواره درحال پخش هستند.
تمامی سرویس‌های مخابرات ماهواره ای توسط ایستگاه زمینی Gölbaşı در آنکارا، ترکیه ارائه می‌شود

## ترکست 1A
اولین تلاش این پروژه بود و در تاریخ ۲۴ ژانویه ۱۹۹۴ توسط موشک Ariane 4 از مرکز فضایی گویان فرانسه پرتاب شد. به دلیل خرابی پرتابگر، ماهواره قبل از رسیدن به مدار خود در اتمسفر منفجر شد.

## ترکست 1B
پس ازانفجار Turksat 1A، ترکست 1b با موفقیت در مدار ۴۲ درجه E در ۱۱ اوت ۱۹۹۴ قرار گرفت. پس از آزمایشات مداری، Turkat 1B در ۱۰ اکتبر ۱۹۹۴ به بهره‌برداری رسید. این ماهواره دارای ۱۶ ترانسپوندر. Turksat 1B پخش تلویزیونی و رادیویی ، انتقال داده و تلفن را فراهم می‌کند.

## ترکست ۱C
ماهواره Turksat 1C درتاریخ ۰۹/۰۷/۱۹۹۶ توسط موشک Ariane V۸۹ به فضا پرتاب شد و در مدار ۴۲ درجه شرقی قرار گرفت. این ماهواره دارای دو پوشش شرقی و غربی است.

## ترکست 2A
نام دیگر این ماهواره، ماهواره Eurasiasat ۱ هم در تاریخ ۱۰/۰۱/۲۰۰۱ توسط موشک Ariane ۴ در مدار ۴۲ درجه در کنار ماهواره Turksat 1C قرار گرفت.

## ترکست 3A
همراه با ماهواره Skynet 5C انگلیس، در یک پرتاب با دو ماهواره در ۱۲ ژوئن ۲۰۰۸ ساعت 22:05:02 UTC، از ELA-3 در مرکز گویان به فضایی پرتاب شد.

## ترکست 4A
پرتاب به فضا در ۱۴ فوریه ۲۰۱۴ ساعت ۲۱:۰۹:۰۳ از سایت فضایی بایکونور در قزاقستان.

## ترکست 4B
پرتاب به فضا در ۱۶ اکتبر ۲۰۱۵، ساعت ۲۰:۴۰:۰۰ بعد از ظهر از سایت فضایی بایکونور در قزاقستان.

## ترکست 5A[۱۰]
این فضاپیما در ۸ ژانویه ۲۰۲۱ ساعت 02:15:00 UTC از کیپ کاناورال پرتاب شد.

## شبکه‌ها
شبکه‌های این ماهواره‌ها اکثراً به زبان ترکی است.